# Б-515
Б-515 — советская дизель-электрическая подводная лодка проекта 641Б «Сом».

## История корабля
30 марта 1974 года подводная лодка заложена на заводе «Красное Сормово», город Горький (Нижний Новгород).
В марте 1976 года сформирован первый экипаж. 29 апреля 1976 года подводная лодка спущена на воду. 30 апреля 1976 года поднят Военно-Морской флаг, подводная лодка вошла в состав Военно-Морского флота СССР.
12 мая — 12 августа 1978 года — первая боевая служба.
10 марта — 15 мая 1995 года — последняя боевая служба.
10 апреля 2002 года выведена из состава Военно-Морского флота Российской Федерации. С 2002 года — музейный экспонат в Гамбурге, считается одним из символов немецкого портового города. По сообщениям некоторых СМИ, именно Б-515 была изображена на официальном значке встречи в верхах «Большой двадцатки» в 2017 году в Гамбурге.

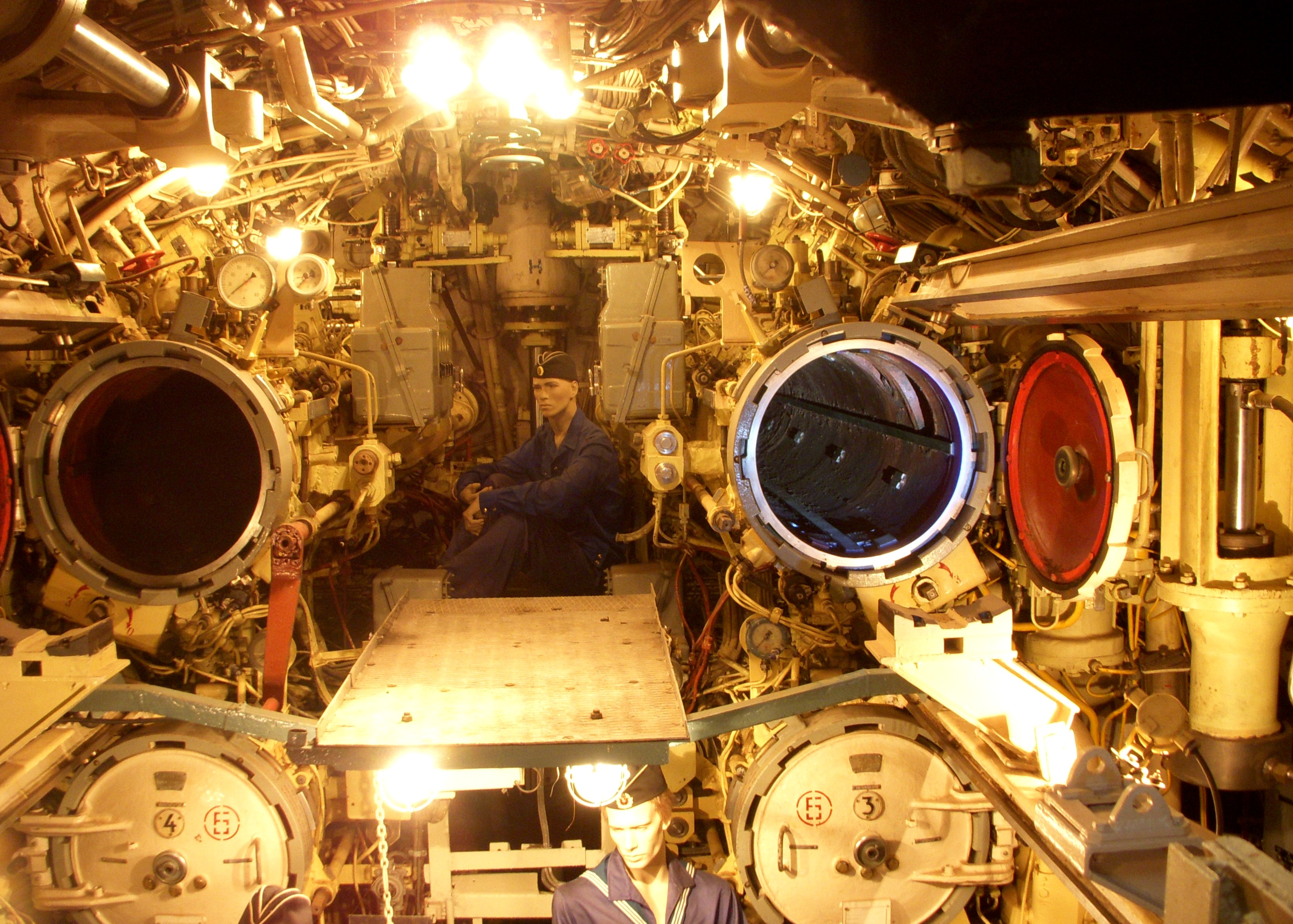
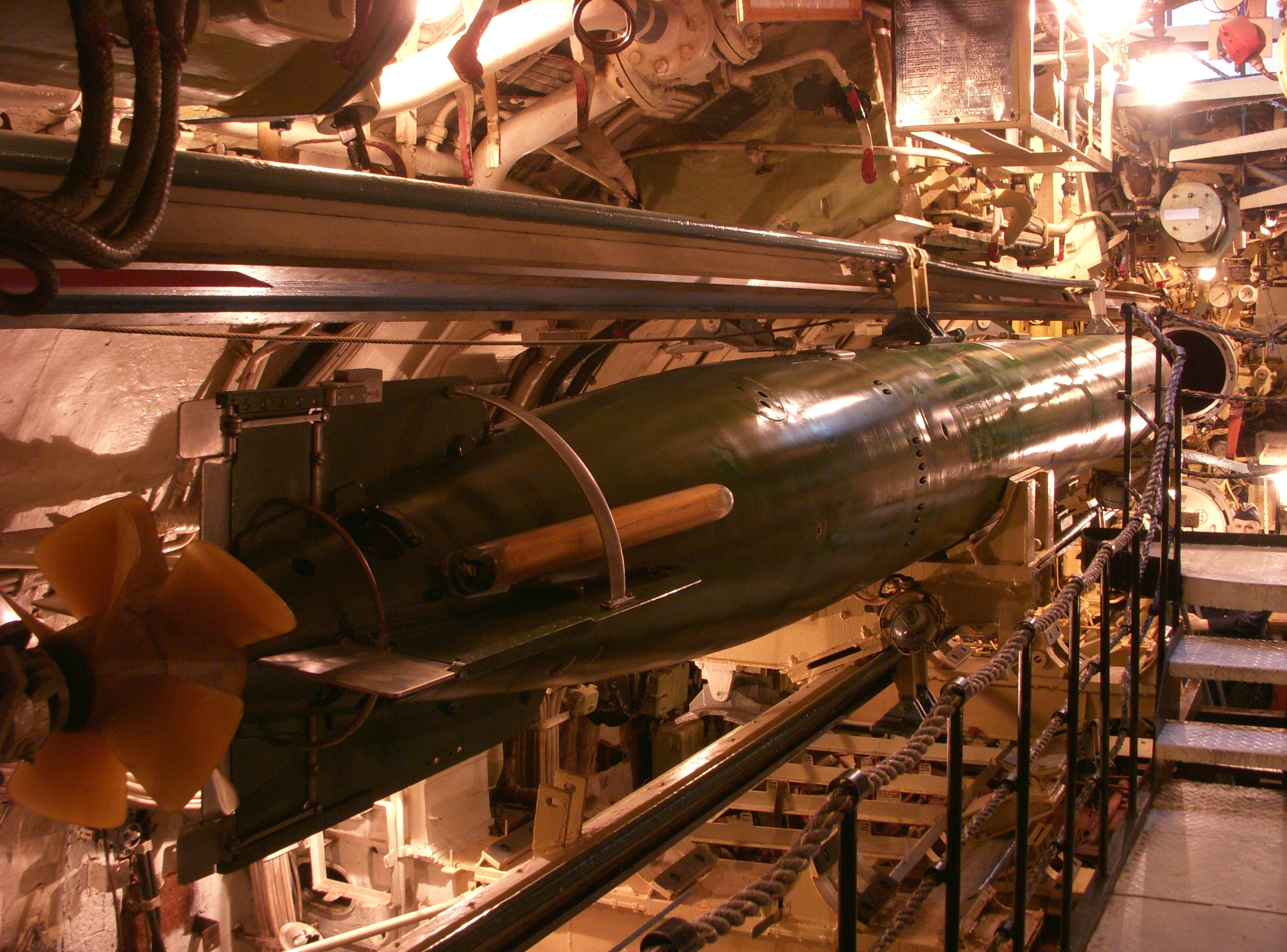
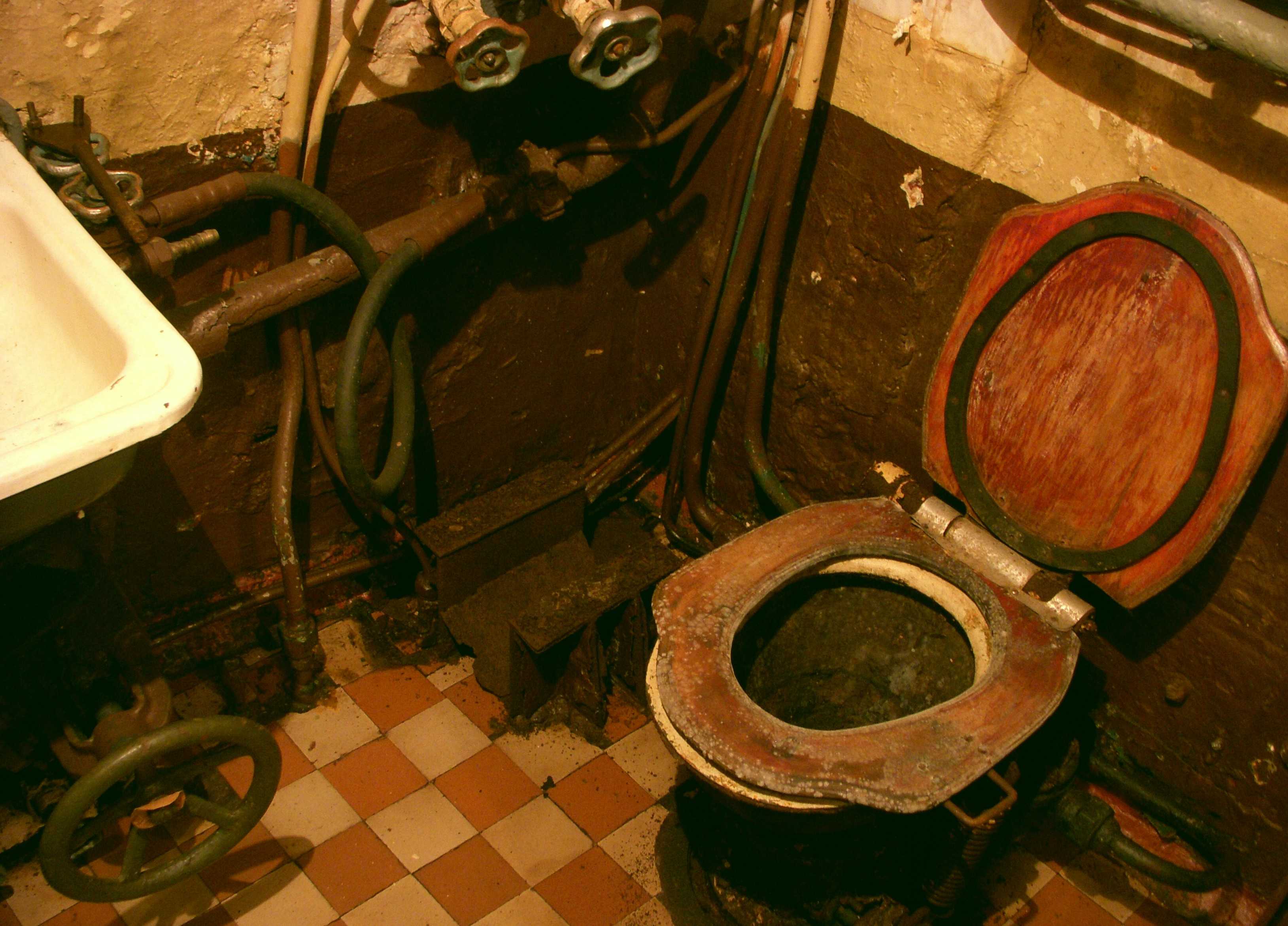
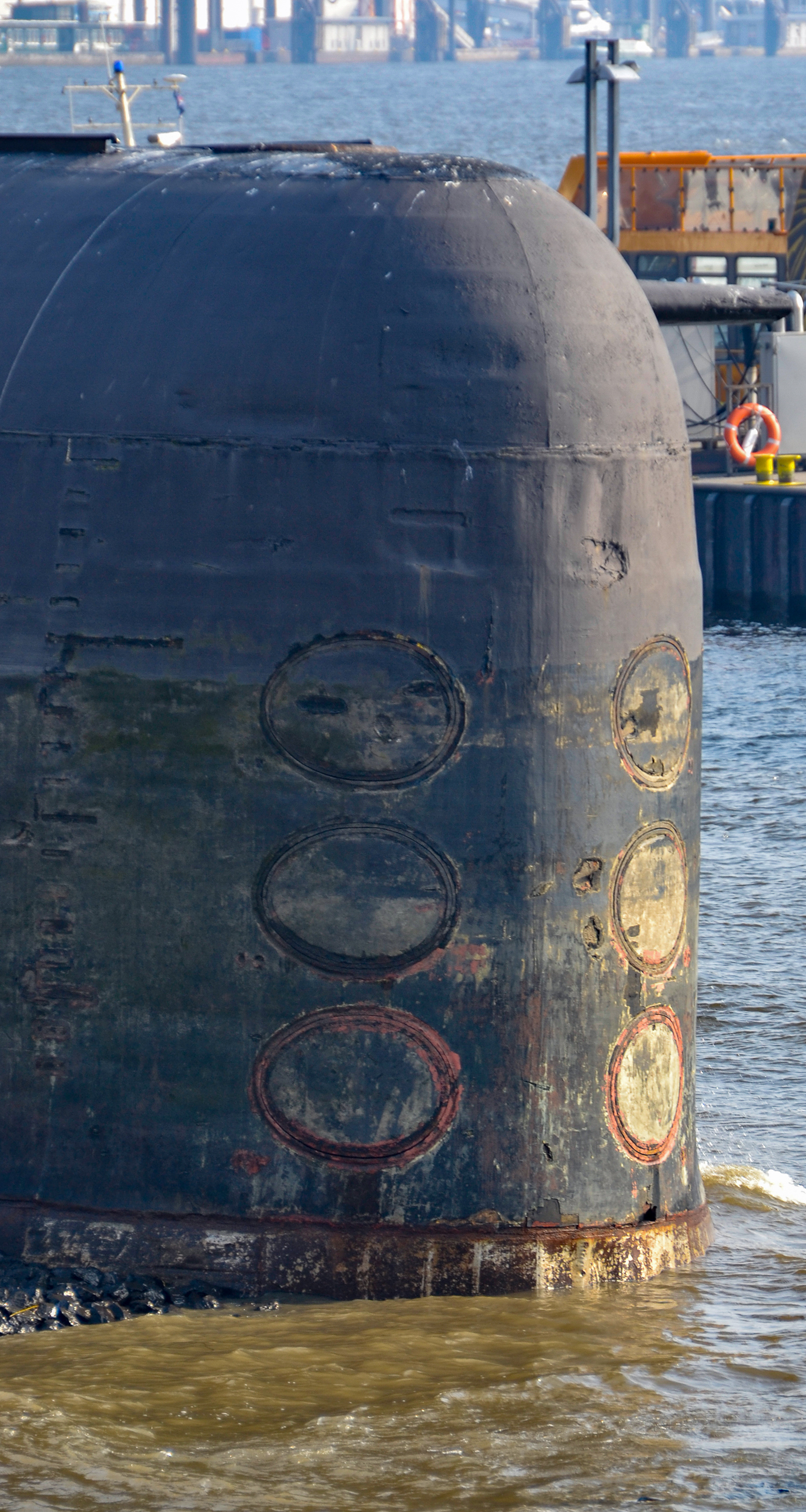

## Командиры подводной лодки
- Забрежнев Виктор Степанович (1975—1982)
- Киц Вячеслав Васильевич (1982—1985)
- Симаков Владимир Иванович (1985—1986)
- Аверин Алексей Макарович (1986—1989)
- Демченко Игорь Анатольевич (1989—1991)
- Зыбко Сергей Николаевич (1991 — 05.1994);
- Леухин Игорь Фёдорович (05.1994 — 09.1996);
- Маркин Игорь Юрьевич (09.1996 — 2000);
- Гарматенко Анатолий Иванович (2000—2002).